# Chaetocnema compressa
Chaetocnema compressa es un coleóptero de la familia Chrysomelidae. Fue descrita científicamente en 1864 por Letzner.